# Большой Казак
Большой Казак — река в России, протекает в Тюменской области. Устье реки находится в 801 км по левому берегу реки Демьянка. Длина реки составляет 49 км. 

## Данные водного реестра
По данным государственного водного реестра России относится к Иртышскому бассейновому округу, водохозяйственный участок реки — Иртыш от впадения реки Тобол до города Ханты-Мансийск (выше), без реки Конда, речной подбассейн реки — бассейны притоков Иртыша от Тобола до Оби. Речной бассейн реки — Иртыш.